# ワームズヒル
ワームズヒル（英語: Wormshill、[wɜːrmzˈhɪl]、wurmz-HILL、旧称：ワームセル(Wormsell)）は、イギリスのイングランド、ケント州の自治都市メードストン域内の小さな村落、行政教区である (かつてのつづりは「Wormsell」)。位置はスウェイルのおよそ11キロ南、メードストンの東13キロ、隣接する集落はフリンステッド (東1キロ)、ビックノア (北西2.4キロ)、ホリングボーン (南西5キロ)。ノースダウンズの台地の上にあり、ケントダウンズの「自然景観保全地域の中に位置する。
考古学と地名学から村の起源を探ると1086年の土地台帳ドゥームズデイ・ブックに記載があるという。ノルマン様式建築の教会やパブ、イギリスでもっとも古い郵便局など伝統的建造物に指定された建物があちこちにあり、村の周囲に広がる野原や森はこの500年ほどほとんど変わらないまま受け継がれてきた。村の人口は200人、イギリスの人口密度の平均を下回り、就業人口の構成は地元の農場の働き手と周辺の地域から通勤する専門的職業の従事者である。

## 歴史

### 地名の背景

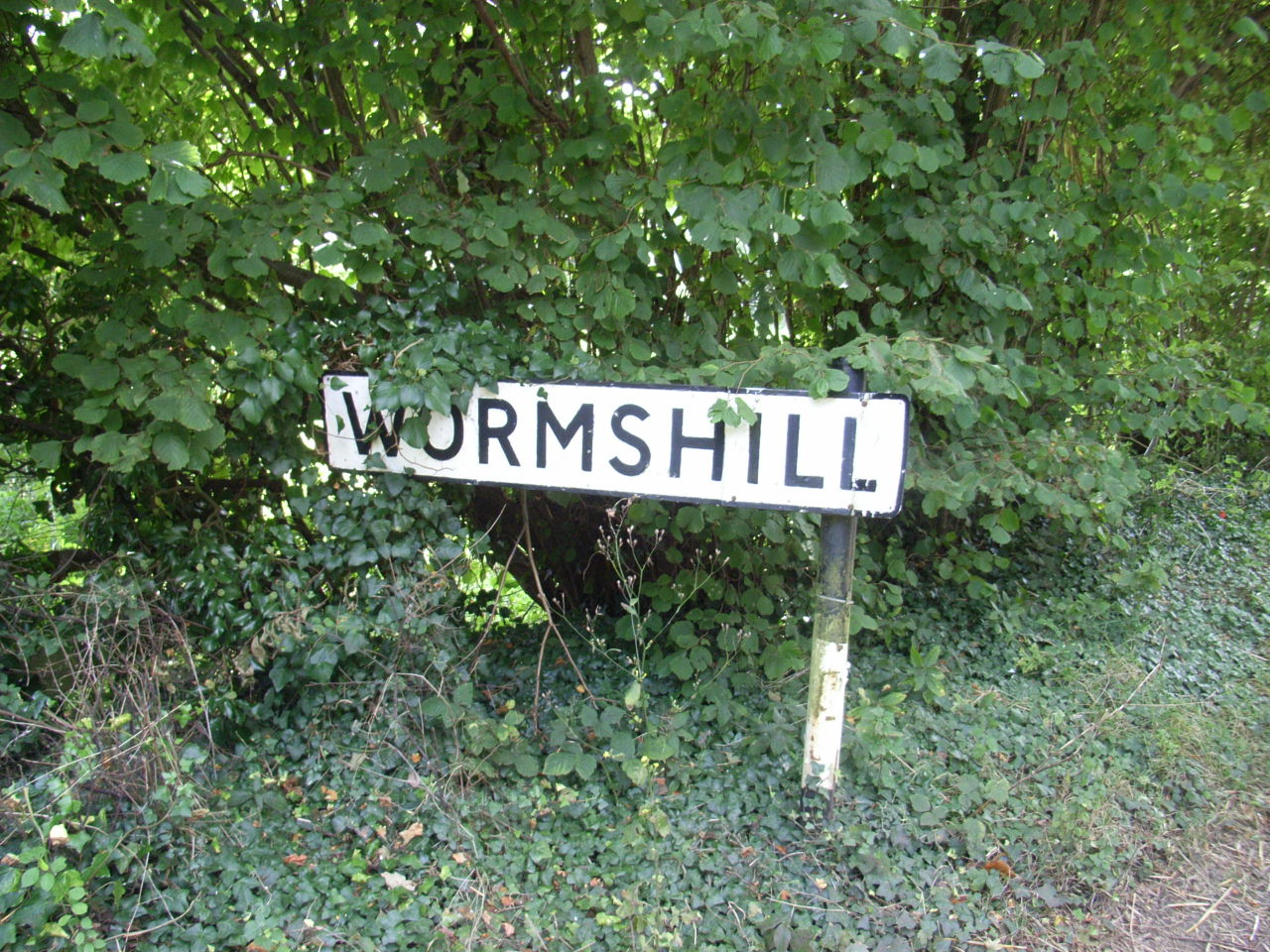
村の名前を示す標識

ワームズヒルは「Godeselle」という名前で1086年にドゥームズデイ・ブックに初めて登場する。地名はアングロサクソンとオーディンの言葉で「オーディンの森」を意味し北欧神話の神にちなむため、集落の成立は文献よりさらに古いと考えられる。ケント考古学協会の紀要「Archaeologia Cantiana」1961年版に「ワームズヒルは古代のケント王国の領地でありキリスト教以前の宗教オーディンのまつりを行った丘」と発表された。またノッティンガム大学地名学研究所 (Institute for Name-Studies) によると「豚の隠れる場所」を意味する説もある。
ラテン語表記の「ワーンセル」 (Wornesell) はケント百戸土地台帳 (Kent Hundred Rolls) ほか中世の1409年9月付の遺言に記載された。その発音が変わり「ワームセル」 (Wormsell)  となった例は村の近くのボクスレー修道院にあり、1474年の記録にシトー会の修道院長の生まれ故郷としている。発音はさらに転じ「ワーミセル」 (Wormysell) と書いた例は1487年の遺言に見られ、さらに土地の所有権争いをめぐる1534年の裁判記録に残る地名は「ワームズヘル」 (Wormeshell) である。

### 古代
1994年の景観調査の結果、村の北に広がる森に先史時代の石器、あたりの燧石を拾って積んだ境界のしるしのようなものが発見された。村の周辺にはディーン・ホールと呼ぶ縦坑がいくつもある。チョーク層から肥料に使う泥灰土を採掘し、古いものはローマ時代以前から掘り始めたという。多くは野原と森の際で見つかるといい、深さ30メートルに達する坑もあって、坑口のまわりには泥灰土が塗りつけてある。旧石器時代前期の石斧が出土したのは村の「ブラックスミス・コテージ」(Blacksmiths cottage) の庭で、1966年には村の北の森でU字形をした囲いが見つかり、中世の家畜を追い込む設備だったと考えられる。教区に広がる豊かな森から切り出した材木は11世紀初頭から板材として、ほかの数ヶ所の森から運ばれた材木とともに26キロ先のロチェスター橋 (Rochester Bridge) の建造に使われてきた (理論上は現在でも材木供給源としてじゅうぶんに機能するものの1968年のロチェスター橋条例の制定により行われていない)。
ワームズヒルは共通の荘園主が後援者だったことから、かつてボートンマレビー (Boughton Malherbe) の村の一部で同じ教区に属した。荘園主には一帯の教会の建築を支え教区の牧師の任命権 (聖職推挙権) があり、記録上、ワームズヒル初の後援者はロバート・デ・ギャットン (Robert de Gatton) といい、ヘンリー3世の時代 (1207–72) に「ワームシェル」 (当時の村名) の荘園を保有。13世紀、ギャットン家との婚姻関係をへて村の後援者がサイモン・デ・ノースウッド (Simon de Northwood) に替わると、家紋は村唯一の聖ジャイルズ教会 (St. Giles) のステンドグラスに記され、姓は村の北にある農場の名前 (Norwood) に名残がある。

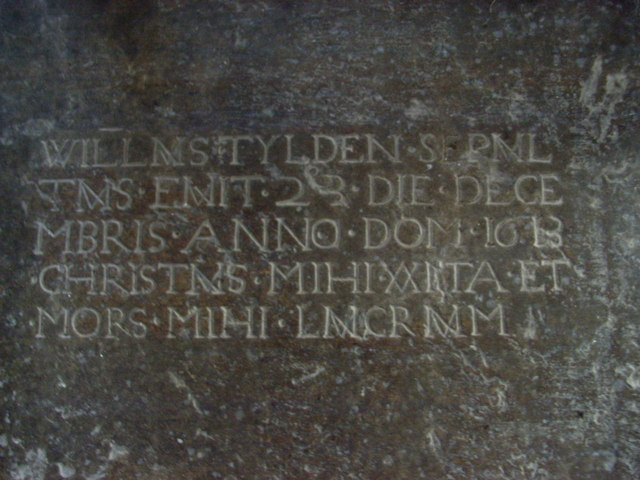
ウィリアム・チルデンの墓標
(撮影：Richard Gibbard)

その後、時代につれて村の荘園主は何度か入れ替わり、17世紀にケント地方の郷士チャールス・セドレーに落ち着く。セドレー家はアイルズフォード男爵を受勲することもあった家柄。同じ17世紀、第3回十字軍と係わりがあるというチルデン家 (Tylden もしくは Tilden)もこの地域で名の通る荘園主で、ウィリアム・チルデン (1613年没) の記念像が聖ジャイルズ教会の聖壇の北側に安置された。時代をやや遡ると16世紀末にフランシス・ドレーク艦隊に加わる新兵がケント地方ウィールドからシーアネス (Sheerness) の港へ移動するときに現在の教区の南西、ドレーク・レイン (ドレークの小道) を通ったのではないか、あるいは近辺で野宿したのではないかと伝わっている。
セドレー家からカンタベリー大主教へ、さらに Sir Joseph Aylosse を経て Mr. Serjeant Moses という人物がケンブリッジ大学の奨学金を受けた返礼として、村の牧師の任命権 (聖職推挙権) をロンドンのクライスト病院の学長ならびに院長に寄付した。1798年になってさえ教区はドーバー城から警備兵を借りた料金を負うという慣習に従い、荘園裁判所を取り仕切る執事座を保ったのである。領内から騎士を差し出し城の警備に当たらせるという中世の決まりがあり、料金を支払うなら騎士の派遣を免除できるとする策が続いていたからであった。
村の人口もしくは人口動態について1801年以前の記録はほぼ何も伝わっていない。ただし最初の人口調査の結果を見れば村が着実に大きくなり1871年にピークを迎えたことが推測できる。「ベディントン」(Beddington・現在のベドモントン Bedmonton) に風車2基が建てられたこと (おそらくアマまたはセイヨウアブラナをしぼって油を得るため) と農業の発展は無縁ではなく、風車が1797年の陸地測量図、同じく1819年と1843年の間に公表された陸地測量地図に記録されたことがその手がかりである。水車は教会から北西800mの場所に互いに向かい合うように南北に建った。19世紀の半ばから末にかけて住宅の建設は続き、郵便局と小学校も建立。スイングの暴動 (1830年の Swing Riots) の時期にケント地方の田園地帯がほぼそうであったように、ワームズヒルも不穏な時勢に巻き込まれ、内務省の記録を見るとワームズヒルに「50から100人の男が集まり」その目標は「農民を脅し要求を押付けるため……ほかの労働者も誘い込もうと」したという。

### 20世紀の歴史
村人の少なくともひとりが第一次世界大戦のときオーストラリア艦隊に乗り組み、ダーダネルス戦役で戦ったという記録がある。その兵士はフレデリク・ジョージ・カイト兵卒、1894年2月16日にワームズヒルで生まれミルステッドの学校を卒業後、1915年9月8日に入隊した。はじめ消防隊員として働くとビクトリア州ブラックボーイとブロードメドーズの基地で軍事教練を受けて大英帝国オーストラリア軍第16歩兵大隊に配属される。1914年12月23日、軍隊輸送船セラミック A40 に乗船してメルボルンを出港。ガリポリ上陸作戦に加わると左腕と肩に傷を負って除隊した。
ワームズヒルは第二次世界大戦中に地域の村々と同様、空襲情報伝達網に加わった。村のはずれ、リングルストンの集落近くに残る「ゼロ局」(別名「作戦基地」) の跡は、かつてホーム・ガードが詰めた秘密の地下電信中継所であった。ドイツ軍が侵攻してきた場合、ゼロ局は防衛軍の暗号電信を同じ規模の他局と交信し、ウィルトシャーのハニントン・ホールの本部と連絡を取る手はずであり、コンクリート製の地下の塹壕は地表から場所を探れないように道路端から140メートルほど離れた林の中に設置された。当初の目的は電信の中継であったものの、武器弾薬や爆弾の貯蔵庫として、また電信士が寝泊りする場所として使えるよう設計されている。
ほかの事例としては村はずれに対空砲を設置、ワームズヒルとフリンステッドを隔てる谷にブレン軽機関銃の銃座が築かれ、村の南西には暗号名ダイバー作戦特殊部隊 (V1飛行爆弾迎撃部隊) が潜伏したと伝わっている。ケント防衛線 (Kentish Gun Belt) には V-1ミサイル、通称「蟻地獄」攻撃に備えて40対空旅団138連隊424中隊が駐屯し QF 3.7インチ高射砲8門を配備、1944年7月に57旅団を送りレーダー (Predictor AA No.10 および no.3 Mark V radar) を設置した。村の西で V-1 を撃墜した記録がある。飛行小隊A・R・クリュックシャンク中尉 (Flt Lt) が「スーパーマリン スピットファイア機上よりアシュフォード北方で後方にダイバー (V-1の暗号名) を発見、射程90メートルから迎撃、墜落・破裂を目視にて確認。」という報告であった。
戦時中、村にいた住民らは V-1 が村の北のノーウッド農場 (Norwood Farm) 近くの野原に落ちたこと、ユーツリー農場 (Yew Tree Farm) の南に墜落した戦闘機、村を通る道の南北の端に検問を置いたことに加え、近辺を移動する連合軍もニュージーランドからの分遣隊も一晩、村のホーム農場 (Home Farm) のすぐそばで野営したことを忘れていない。
ワームズヒル村では20世紀に入って人口減少が始まった後、第一次世界大戦とつぎの大戦のあいだに住宅の新築が相次ぎ、1950年代・1960年代にも建築ブームが訪れて点在する19世紀以前の古い家に加えて村の戸数は増えてきた。

## 統治と行政
1275年のケント百戸土地台帳では地域社会の統治を目指して中世の騎士と官吏が領地の小分けを決め、ワームズヒルはエイホーン百戸に移された (Eyhorne)。この百戸は現在も (ワームズヒルを含む地域で) 存在するものの形骸化し、単なる中世の名残であって、実務あるいは統治の役割はすでに失っている。村は19世紀にはホリングボーン (Hollingbourne) 地方行政区の一部で、ビアステッド (Bearsted) 市長統括のエイルズフォード (Aylesford) に組み込まれ、貧民救助法 (地域の貧民の経済支援と運営の組織) の活動を実施する地域連合に加わっていた。四季裁判所の管掌上、ワームズヒル教区 (地方行政の単位) の一部は1814年まで西ケントと東ケントをまたいできた。地誌研究家エドワード・ヘイステッド (Edward Hasted) は1798年の著作に「教会の北へ向かってベドマントン市街までが東ケント、そのほかの地域は教会も村も西ケントである」と書き留めている。ところがこれは昔からミドウェー川 (River Medway) を挟んで「ケント人」(Men of Kent) と「ケント地方の人」(Kentish Men) を区別する住民の意識にそぐわない。ワームズヒルの村民はあくまで「ケント人」なのである。
1975年以来、ワームズヒルは一帯の自治体とともにノースダウンズの行政区画に含まれメードストンの市議会議員選挙に投票し、ノースダウンズの現職議員にはダフネ・パーヴィンを選出した。村はワームズヒルの住民をまとめる教区の中心であり、教区議長はサイモン・バス。イギリス議会議員の選挙区ではファバーシャム (Faversham)・中央ケント選挙区に属し、国会議員選挙では保守党のヒュー・ロバートソンを送り出した。また欧州議会選挙の選挙区では南東イギリスに入る。

## 地理

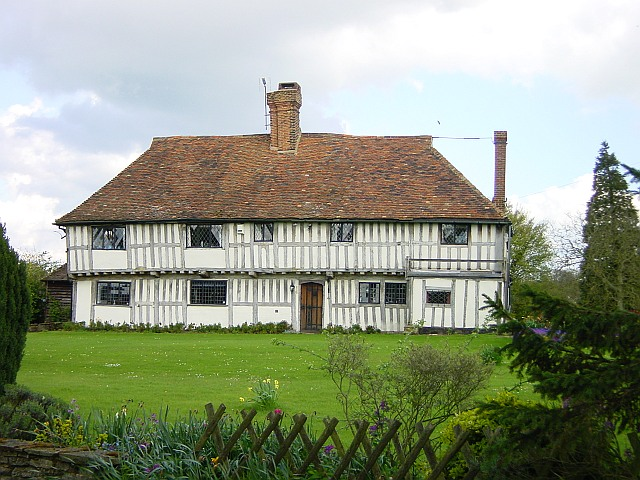
ノーウッド農園　(撮影：Penny Mayes)

村の座標は北緯51度17分4.2秒 東経0度41分44.2秒 / 北緯51.284500度 東経0.695611度 、ケント州中部でロンドンの南東およそ60キロ、シッティングボーンの南6キロにある。ワームズヒルは周囲のフリンテッド、ビックノア、ベドモントン、ハッキング (Frinsted、 Bicknor、 Bedmonton、 Hucking) などの村や小さな集落と面積がほぼ同じである。
ノースダウンズの見晴らしのよい高台にある村は英国政府の陸地測量地図で見ると、近くのブラックポストの交差点で海抜191メートルである。あたりの景観は石灰質のカルスト台地であり、波打つような草原と落葉樹の森が広がる。教区全体と比べて台地の端に位置するワームズヒルあたりの地形は際立っており、岩盤のなだらかな斜面が村に接する北西のビックノア (Bicknor)、東のフリンステッド (Frinsted) それぞれとの境界をなす。
ワームズヒルはノースダウンズの台地の上にあるため、しばしば厳しい気象にさらされる。豪雪は1987年の1月11日から14日、2005年3月、2009年2月、2010年1月に記録された。18世紀末にエドワード・ヘイステッドはこの一帯の地誌を評してこう記した。「北面が吹きさらしのため多湿で寒冷」。
一帯をおおう森林は1987年10月にイギリス南東部を襲った巨大な温帯低気圧の猛烈な暴風でなぎ倒され、ワームズヒル北東の森は大部分を失ったあと植林を経て最近ようやく回復を見せている。ノーウッド農場では樹齢数百年といわれたイチイほか古木が何本も倒されたが嵐から25年を過ぎた村には天災の痕跡がほとんど残っていない。
村を囲む田園は「景観そのものが歴史であり、谷間の時間は止まり森と野原の姿は500年も前のままである」といわれてきた。ワームズヒルの北西にあたる保護林はバローズウッド (Barrows Wood) を中心にハイウッド (High Wood)からトランドルウッド (Trundle Wood) へと広がり、おそらくヘイステッドが「(略) 教区の北端の広大な森はハシバミとオークが中心で、特に後者が目立ち森のそこここに生えるが背が低く大木に育つものはまれである」と述べた森林の名残と考えられる。この森を抜けて伸びる古道はオフロード仕様の乗り物にすっかり荒らされてしまい、地元の地主により道の封鎖が検討された。教区の南西にあるドレーク・レインの森を通るわき道ドレーク・レイン (Drake Lane) は、かつてフランシス・ドレークの船団に加わる新兵が通ったとされる。一部の区間で舗装しなおした路面が深くえぐれて轍に水が貯まる。
町の目抜き通りは「ストリート」と呼ばれる自動車道路で、北東は歴史的景観保護区 (Conservation Area) である。ワームズヒルはケントダウンズ「自然景観保全地域」 (Area of Outstanding Natural Beauty) (AONB) の中に位置することから開発は行われず、地域の都市計画も建造物の新設や新築も制限を受ける。開発計画の認可にはたいへん厳密な審査を課し、美しい景観を損なう要素がある場合は即刻却下、大規模な計画には環境影響評価の提出を義務付けている。近年の大きな開発はドレイズフィールド (Draysfield) の袋小路で行われたものが最後だった。

## 人口
1086年の土地台帳ドゥームズデイ・ブックに村の人口は記していないものの、住民の名前は数例、見られる。19世紀末の文章に教区の説明がある。
ワームズヒルはケント州ホリングボウン[原文ママ]の教区でシッティングボーンの鉄道駅から南西に8キロ。面積1467エーカー、不動産価値1295ポンド。人口253人、46戸。地権者は数名。カンタベリー大司教管区の教区牧師の封土であり、評価額260ポンド*。聖職任命権者 (Patron) はクライスト病院 (ロンドン)、教会は簡素。慈善事業12ポンド。
ワームズヒルの立地条件は1960年代と1970年代に建てられた建築物を除くと、地勢と開発の両面の規制により手付かずのままである。世帯数は1821年の26世帯から2001年の82戸に増加。その特徴は人口密度に反映され、概算でイギリス南東部の平均1ヘクタール当たり4.2人 (0.6エーカー当たりひとり) に対して1ヘクタール当たり0.4人 (6.9エーカー当たりひとり) である。
1801年の第1回イギリス人口調査以来、この村は国勢統計を目的とした教区単位として記録を取っている。人口198人 (2001年イギリス人口調査) の過半数は45歳以上、既婚で家族と同居している。1801年から総人口は40人増加、人口増加がもっとも大きい時期は過去200年で1801年の157人、ピークは1861年の253人、1901年当時の国勢調査記録によると教区の人口は163人もしくは169人である。
民族構成を見ると、メードストン広域の住民はおよそ97パーセントが白人、残りは混血、黒人、アジア系である。ケント州議会が行った調査によるとワームズヒルの全住民が白人であった。
| 年   | 1801 | 1811 | 1821 | 1831 | 1841 | 1851 | 1861 | 1871 | 1881 | 1891 |
| ---- | ---- | ---- | ---- | ---- | ---- | ---- | ---- | ---- | ---- | ---- |
| 人口 | 157  | 160  | 165  | 187  | 218  | 209  | 253  | 251  | 213  | 160  |
| 年   | 1901 | 1911 | 1921 | 1931 | 1941 | 1951 | 1961 | 1971 | 1981 | 1991 |
| 人口 | 169  | 137  | 157  | 178  | n/a  | 151  | 214  | 184  | ?    | ?    |
| 年   | 2001 |      |      |      |      |      |      |      |      |      |
| 人口 | 198  |      |      |      |      |      |      |      |      |      |

## 経済
ワームズヒルには農園が2ヶ所あり、村の南端のユーツリー農場 (酪農) および北端のノーウッド農場 (果物やその他の作物)、3番目のホーム農場は村の中心部に19世紀後半から20世紀初頭に陸地測量地図に現われるものの、長くは続かず付属建築物がいくつか残るのみ。一時はワームズヒルに鍛冶屋があり1898年まで陸地測量地図に記載がある。1831年の統計では村の成人男性48人中40人が農業に従事、19世紀半ばから末にかけて住宅の新築が明らかに増加し、その後100年間、村の仕事で建築関係は最大の伸びを見せる。しかし1901年の調査でも主な職業は「労働者もしくは使用人」であった。人口増加のピークは1821年から1901年、この時期、ケント州の自然景観保全地域にある教区の農業地帯では19世紀の一般的な傾向として、肉体労働のニーズが高まり、農業活動の機械化が進むにつれて20世紀初頭も続く。農場が村内から求人を続ける一方、2008年になるとワームズヒルは主にベッドタウン化し、住民は近くの町に就職ないしロンドンに通勤した。2001年の国勢調査によると社会経済の統計上、最も一般的な職業は「経営下級職と専門職」 (21.9パーセント)、「小規模雇用主と自営業者」 (15.2パーセント) であると示している。

## 見どころ

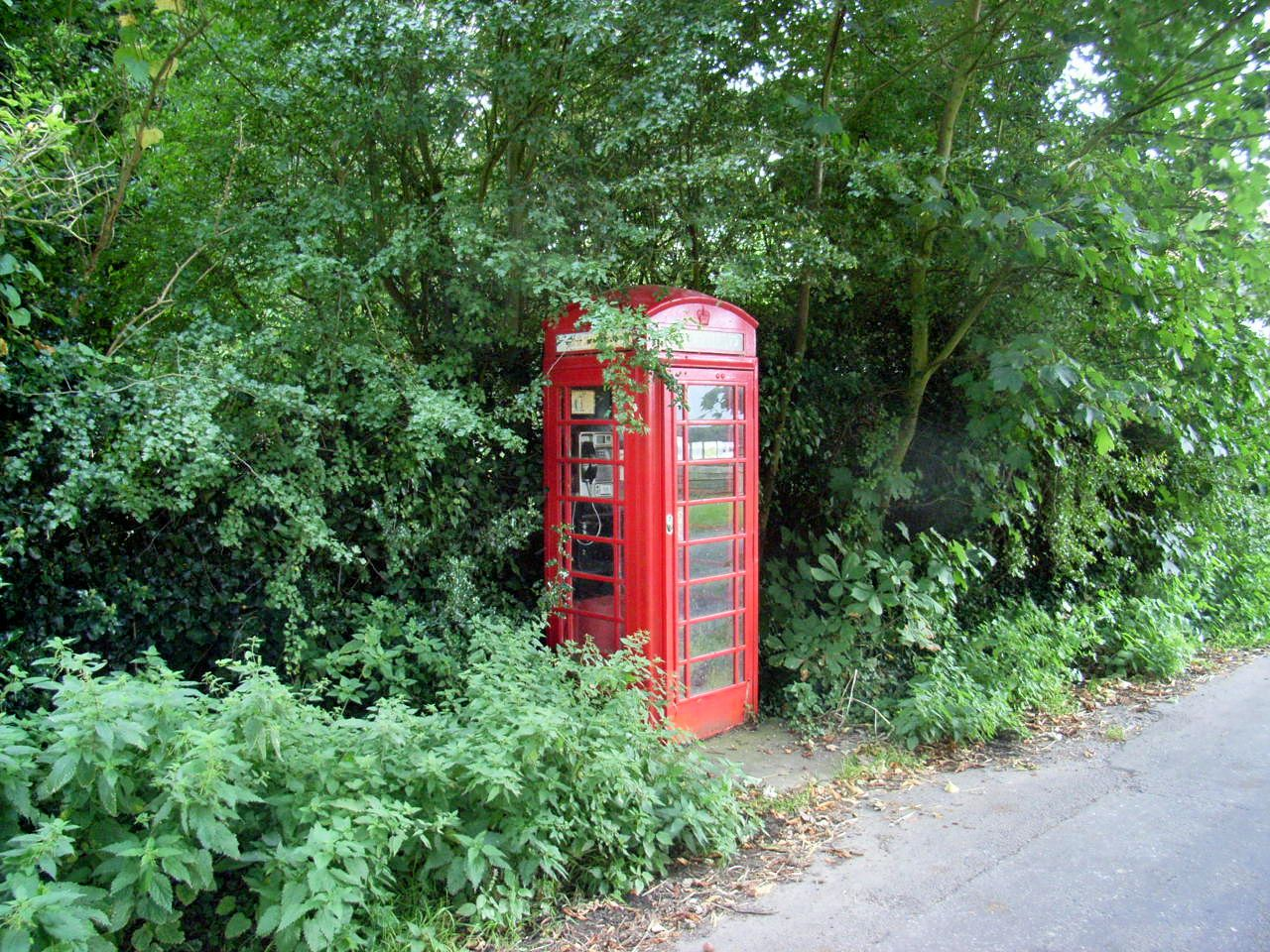
赤い旧式の電話ボックス。村の中央に保存された。

村には20世紀末まで伝統的建造物群II級に指定された建物があり、建築が17世紀にさかのぼる郵便局、よろずや、「ブラックスミス・アームズ」(The Blacksmiths Arms) というパブが営業を続けた。
ステンドグラス

郵便局は教会の牧師館の隣に1847年に開局、経営者は教区の役員トム・クレメンツである。建物は現在、伝統的建造物群II級の住宅に指定され、1847年当時に業務を行っていて現存する郵便局としてイギリス全土で2番目に古いと考えられる。一時は目抜き通りのストリート通り沿いの別の場所に移転、女性教師のファニー・ハリスが経営し (1926年以降)、後任の女性教師アイリーン・バグデンが1946年からもとの建物に戻り経営を引き継ぐものの、小規模のよろずやに転業し1976年まで営業する。当時、村で最高齢の92歳になったハリスは1974年3月4日、ロビン・リー＝ペンバートンと一緒に村で最初に走った郵便バスに乗っている。その後20年にわたり村の郵便局や商店は別の建物で営業を続けた末、1990年代に廃業。今日、村に残ったのはパブ「ブラックスミス・アームズ」と旧式の赤い郵便ポストである。
村の北端ノーウッド農園の近くで19世紀にパブがもう1軒、経営しており、店名は「ウッドマンズ・アームズ」 (Woodman's Arms) (店の別称はおそらく「ノーウッド・アームズ」 The Norwood Arms) 。パブは1870年から1946年にわたり地区地測量地図に記録されるが2012年5月版の地図では伝統的建造物群II級指定の個人の住宅に用途が変わり、木造の「ノーウッド邸」と「ブラックスミス・コテージ」も村内の指定建造物である。北面と東面をレンガ壁に囲まれた通称「ワームズヒル」は大きな富裕層の屋敷で、敷地内に「マナー農場」 (Manor Farm) の附属建物がある。広大な地所はナイチンゲール家の数世代かにわたって受け継がれ、母屋と農場は教会と牧師館を除く唯一の建物として1636年の地図に載った。同じ地所は1858年の地図に「コートロッジ農園」として掲載、挿入図にクライスト病院の何代かの院長とヘンリー・ハドソンという人物との地所の一部の交換が載っている。

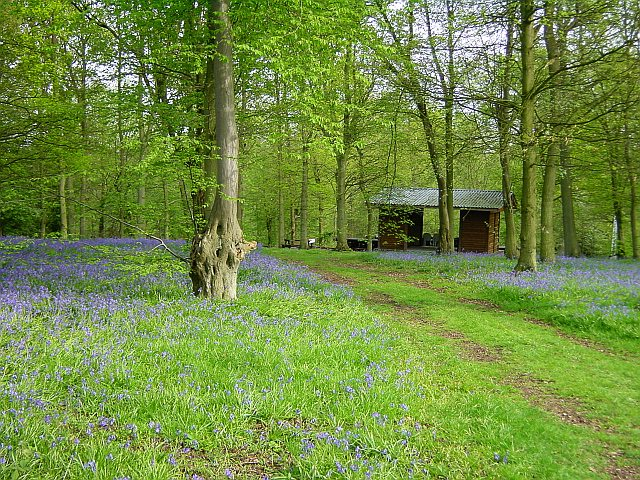
ブレッジャー・ワームズヒル軽便鉄道の駅近くに咲くブルーベル

1990年代にメードストンのシステムに組み込まれるまでワームズヒルには電話交換があり、赤い公衆電話ボックスは住民が新型の電話ボックスに変えることに反対して残ったものの、利用頻度が低いとして2009年11月に電話線を取り外した (電話ボックスのドアも封鎖)。燧石葺きで木造の納屋はかつて「ホーム農場」のものだったが、その壁に有志が伝言板をかけた。郵便ポストと電話ボックスは隣り合っていて、電話ボックスは伝統的建造物群指定。
夏の間はブレッジャー・ワームズヒル軽便鉄道 (The Bredgar and Wormshill Light Railway) を目当てに旅行客や鉄道ファンが訪れる。この狭軌の軽便鉄道は森を抜けて走り、走行距離はワームズヒルとブレッジャー間およそ800メートル。

## 交通
「巡礼の道」や「ノースダウンズウェイ」 (現在は遊歩道もしくはわき道に選定) ほか古代からつづく街道がいくつもワームズヒルから数キロのところを通っている。とは言っても村は街道に面しておらず鉄道の駅もなく、公共交通機関もタクシー会社も村にはない。村は高速M2号線とM20号線に挟まれ、最寄りの鉄道駅は南へ6キロのメードストン線のハリエットシャム (Harrietsham)。2009年11月に廃止されるまでの35年にわたり郵便配達と旅客輸送をかねた郵便バスが運行され、これはイギリス最後の郵便バスのひとつだった。1974年3月からロイヤルメールが運行し州議会の補助金を受け、ワームズヒルと周辺の村を結んでシッティングボーンと循環運転していた。村唯一の公共交通を失うと物議をかもし、報道関係者や地元出身の議員の働きかけで州議会の助成金を取り付けて郵便バスに代わるミニバスが走り始め、郵便配達はその後も続いている。

## 教育
教室ひとつの教会学校 (英国教会の進めた教会学校とキリスト教教育の普及組織が設立) が村に建てられたのは1872年で定員は30名であったという。ただし文献によると「定員42名、在校生は平均28名」である。同校は1909年まで地図に載り、1930年に閉校した (女姓教師のファニー・ハリスとペッパーは閉校ののち学校の納屋に暮らし、フリント・コテージで郵便局とよろずやを経営)。校舎だった建物は個人の住宅として使われている。また狭い校庭を囲むライムの木はボーア戦争後にある大将を記念して植えたという。2011年11月現在、ライムの木は現存していた。村に最も近い小学校はミルステッドにあるミルステッド・フリンステッド英国教会学校 (Milstead and Frinsted Church of England School)。中等教育学校の生徒はシッティングボーンあるいはメードストンへ通学する。

## 宗教

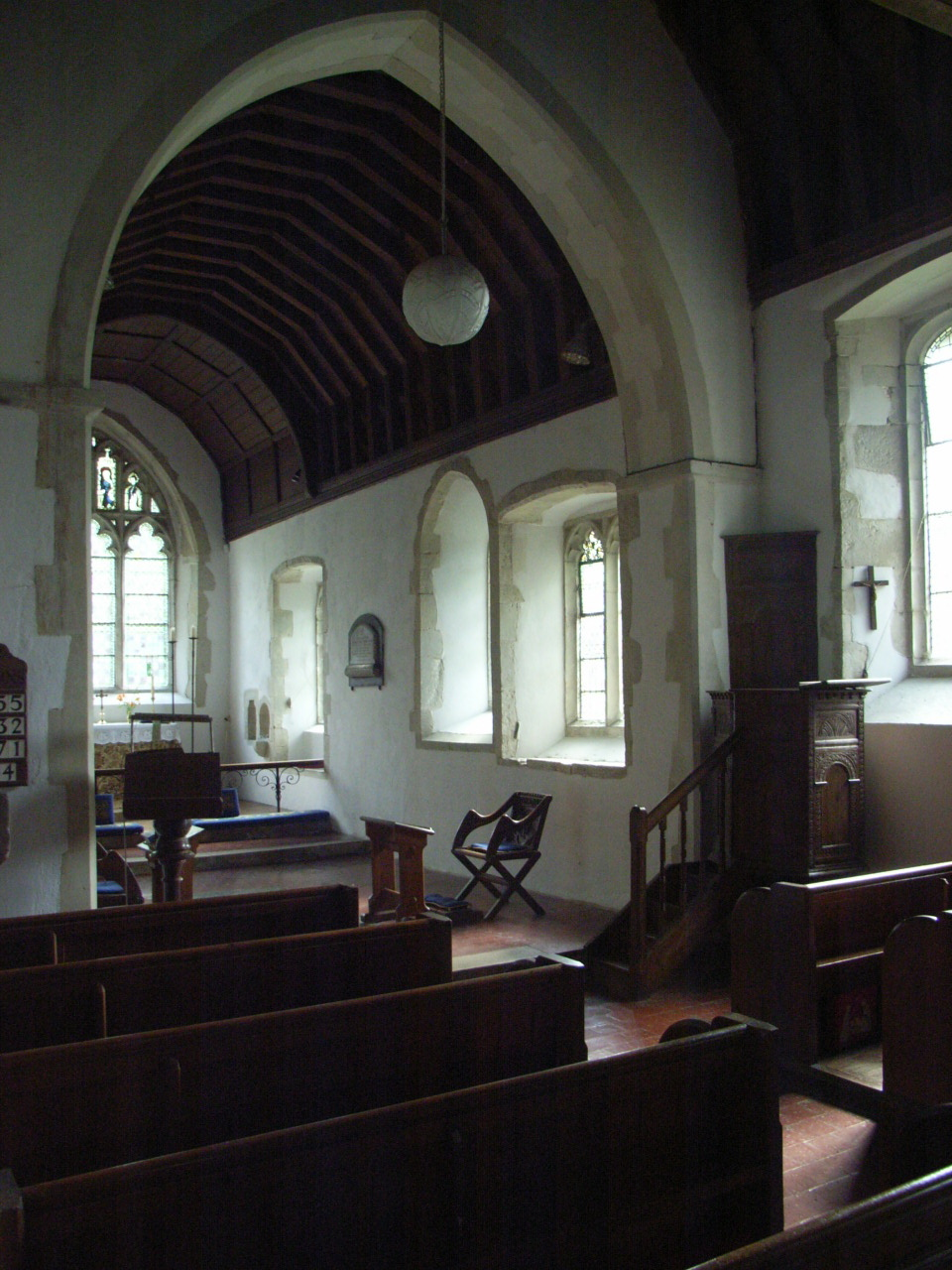
聖ジャイルズ教会の内部。右端にチューダー様式の講壇が見える

教会は建物の一部がノルマン様式で守護聖人はアエギディウスである。ワームズヒルはブレッジャー、ミルステッド、ビックノアおよびフリンステッド (Bredgar、Milstead、Bicknor、Frinsted) 一帯の封土に連なり、村の小教区の所属はカンタベリー大司教管区シッティングボーン首席司祭管区 (メードストン地域管轄区) 。2008年12月時点の副牧師はジョン・スミス師である。
村の住民は1944年から請願を続け、筆頭のマイケル・ナイチンゲール (クロマーティ出身) は16歳で貯蓄預金口座を10シリングで組むと教会の鐘を新しくするために貯蓄を続けていた。それから50年後、注文した6点目の鐘を受け取る。1点はもとから教会にあったもの、5点は近隣の廃止された教会から引き継いでおり、1995年、いよいよ新しい鐘楽が村に響いたのである。教会の大規模な改修は1789年と1901年に行われ、教会堂のノルマン様式の洗礼盤、チューダー様式の講壇は特筆すべきものであり以前の牧師館は個人宅として用いられている。

## 地域社会、伝統

### 著名人
ワームズヒルの牧師館に19世紀に派遣された副牧師ジョサイア・ディスターネル師が107歳というたいへんな長寿で天命を全うしたかどうか議論の的であった。教会に残る記念碑から、死亡時の年齢は「91歳もしくは93歳」と判明した。農業経済学の権威で元イギリス連合王国農漁業食糧省次官補、王立統計学会会長 (1920–1922) ヘンリー・リューは、ワームズヒルの自宅で1929年4月7日に亡くなった。

### 映画のロケ地として
イーストエンダーズの1話は2007年1月、シーンは教会とその周辺、村内外のあちこち (2007年のクリスマス時期にイギリスで放送) で放送された。教会の敷地を使うシーンでは墓標とビクトリア朝のデザインの街灯の大道具を置き、「ブラックスミス・アームズ」のパブの外観に宿泊施設「リングルストン・イン」の映像を組み合わせた。

### 娯楽とレジャー
この村ではイギリスの田園地帯に典型的な年中行事があり、春祭りと収穫祭は園芸の品評会で会場を周辺の村まで広げる。夏の縁日といえば、かつては屋台店があり、藁の俵投げや綱引き、ボールを使った的当てなど昔ながらのゲームがつきものだったが、ワームズヒルでいちばん最近に縁日が立ったのは2009年である。村には公会堂もスポーツ広場もあり、広場には小さな遊び場もある。シッティングボーン地区 (タンストールからワームズヒル)のスカウト9団はワームズビルでも活動していて、団の定例ミーティングを公会堂で開いている。近隣のブレッジャー、ミルステッド、ビックノアおよびフリンステッドと同じ封土に加わることから、ワームズヒルの村のニュースやお知らせ、季節の話題をまとめた無料のタウン誌「パリッシュ・マガジン」 (Parish Magazine) を出してきた。村や集落にもワームズヒルにも、ケント州議会が運営する移動図書館が毎週やってくる。